# Московский Кремль во время Великой Отечественной войны

Макет маскировки колокольни Ивана Великого работы Б. М. Иофана

Московский Кремль во время Великой Отечественной войны продолжал оставаться центром работы и проживания советского правительства и его руководителей, в том числе И. В. Сталина, В. М. Молотова, К. Е. Ворошилова, Л. П. Берии, Л. М. Кагановича, А. И. Микояна, Г. М. Маленкова и М. И. Калинина. Безопасность обеспечивало Управление комендатуры Московского Кремля (УКМК) во главе с комбригом НКВД Н. К. Спиридоновым; он же обеспечил эвакуацию в тыл музеев Московского Кремля, коллекции Гохрана, тела В. И. Ленина, важнейших государственных архивов.

## Органы управления государством
В Кремлёвском корпусе № 1 (здание правительства СССР) размещались Совет Народных Комиссаров Союза ССР и Государственный Комитет Обороны (ГКО), который с 8 августа возглавлял председатель правительства И. В. Сталин. Его рабочий кабинет находился на втором этаже, в Особом секторе ЦК ВКП(б), рядом располагались кабинеты членов ГКО К. Е. Ворошилова (до ноября 1944), Л. П. Берии, Н. А. Вознесенского (с февраля 1942), Л. М. Кагановича (с февраля 1942), А. И. Микояна (с февраля 1942), Г. М. Маленкова.
Сталин работал с большой интенсивностью: журнал посещений И. В. Сталина свидетельствует о том, что его рабочий день продолжался с утра до поздней ночи, с первых дней войны, что опровергает миф о растерянности советского руководителя после удара гитлеровцев. По воспоминаниям работника охраны Кремля П. К. Ионочкина, уже ночью 22 июня в Кремль прибыл Л. П. Берия, а вскоре после него — И. В. Сталин.
В декабре 1942 года для текущего контроля работы промышленных наркоматов СССР было организовано Оперативное бюро ГКО СССР во главе с Л. П. Берией, оно разместилось на третьем этаже корпуса № 1.

## Маскировочно-защитные меры
24 июня 1941 года по приказу коменданта Кремля Н. К. Спиридонова была проведена учебная воздушная тревога, после которой были устранены некоторые недостатки в действиях личного состава, обеспечении связи с частями войск НКВД Московского гарнизона.
Были предприняты меры светомаскировки машин, движущихся по территории, для них в темное время суток в арках Спасских, Боровицких и Арсенальных ворот подсвечивались специальные белые полосы.
По приказу коменданта группа архитекторов во главе с академиком Б. М. Иофаном подготовила проект плана маскировки Московского Кремля, уже 26 июня представленный заместителю председателя СНК СССР, наркому внутренних дел СССР Л. П. Берии. Уже 28 июня план начал реализовываться силами комендатуры и органов Моссовета, хотя официально утвердили его только 14 июля. К 1 августа были закончены основные маскировочные работы.
Плоскостная имитация предусматривала в основном перекраску крыш и открытых фасадов всех кремлёвских зданий и стен для создания на них перспективного вида городских зданий. Кремлёвские звезды выключили и одели тканью, а впоследствии закрыли деревянными щитами. Позолоченные купола покрасили тёмной краской, кресты сняли. Была также проведена имитационная окраска и присыпка городских кварталов на Манежной и Красной площади, на Ивановской площади. Перекрашены фасады дома № 2 Народного комиссариата обороны и ГУМа.
Объемная имитация должна была дезориентировать противника с воздуха: в Александровском саду, на территории Красной площади, Тайницкого сада и откоса, Большого сквера в Кремле были выстроены ложные городские кварталы. Макет здания возвели из раскрашенной парусины на металлических опорах за одну ночь установили над мавзолеем. Аналогичным способом был укрыт Большой Кремлёвский дворец. Часть Тайницкого сада и трибуны мавзолея перекрыли подвешенными полотнищами, раскрашенными под крыши зданий.
Фальшивые стены и чехлы на куполах скрыли с Красной площади храм Василия Блаженного. Были даже изменены очертания Москвы-реки, чтобы дезориентировать фашистских лётчиков. Обводный канал строители и саперы замаскировали под улицу Замоскворечья, МОГЭС надстроили фанерным этажом, излучину Москвы-реки между мостами заставили старыми баржами, разрисованными под дома.
Эффективность проведённых работ неоднократно проверялась воздушным наблюдением и аэросъемкой с боевых высот.
К концу июня 1941 года на крышах Оружейной палаты, Арсенала, Большого Кремлёвского дворца, корпусов № 3 и № 14 были размещены зенитные пулеметные точки, а затем две зенитные батареи корпуса ПВО в районе Большого сквера Кремля. Ежесуточно на объектах Кремля дежурило около ста военнослужащих.
С первых дней сентября Кремлёвский гарнизон готовился к возможному отражению наземного нападения, для чего началось обучение групп истребителей танков. Через месяц личный состав прошел тренировки и получил закреплённые участки обороны.
10 октября 1941 года комендант Н. К. Спиридонов доложил в НКВД СССР о готовности к минированию ряда объектов Кремля, для чего запросил 4 тонны взрывчатки. Но соответствующее решение так и не было принято.

## Бомбардировки Кремля
Несмотря на меры защиты, Московский Кремль восемь раз стал объектом вражеских бомбардировок: пять раз — в 1941 году и три раза — в 1942 году, последний раз 29 марта 1942 года. На Московский Кремль и его окрестности во время вражеских бомбардировок было сброшено 15 фугасных бомб (от 50 до 1000 кг), 151 зажигательная, две осветительные бомбы. Самые сильные разрушения и многочисленные человеческие жертвы в Кремлёвском гарнизоне принесли бомбардировки 12 августа и 29 октября 1941 года. Людские потери от бомбардировок и участия в боевых действияхв гарнизоне следующие: убито, пропало без вести, умерло от ран — 94 военнослужащих, тяжело ранено — 88, легко ранено — 76 человек.
При первой бомбардировке в ночь с 21 на 22 июля чудом уцелел Георгиевский зал Кремля: фугас весом в 250 килограммов пробил крышу и потолочное перекрытие, но в центре зала развалился. При бомбардировках повреждались окна кабинета И. В. Сталина, Арсенал, Большой Кремлёвский дворец.
В августе 1942 года был составлен акт о разрушенных в результате бомбардировок немецкой авиации зданиях и сооружениях Московского Кремля. Стоимость восстановительных работ по этим объектам оценили в 3 005 908 рублей.

## Особые задания комендатуры
На управление комендатуры Кремля и 1-й отдел НКВД СССР была возложена ответственность за проведение в прифронтовых условиях двух исторических мероприятий: торжественного заседания 6 ноября 1941 года на станции метро «Маяковская» и парада на Красной площади 7 ноября. Оба готовились в условиях ограниченного лимита времени и строгой конспирации. Личный состав знакомили со служебными задачами только на месте проведения или во время инструктажа незадолго до их начала.
На случай вражеского налёта при проведении парада на Красной площади 7 ноября 1941 года были мобилизованы тридцать пять медицинских постов с десятком санитарных автомобилей, пять восстановительных бригад и полтора десятка пожарных и других специальных автомашин для действий при разрушении зданий, мостовых, газовых и электрических сетей, возникновении пожаров.

## Жители Кремля
В период Великой Отечественной войны и Кремле были прописаны и проживали 25 охраняемых лиц, в том числе:
- В корпусе № 1 — И. В. Сталин (квартира № 1);
- В корпусе № 5 (Кавалерском): В. М. Молотов (кв. № 36), А. И. Микоян (кв. № 33), Н. А. Вознесенский (кв. № 28), А. А. Андреев (кв. № 22), А. А. Жданов (квартира № 34, за время войны приезжал из Ленинграда 9 раз), М. И. Калинин (кв. № 30),
- В апартаментах Большого Кремлёвского дворца: К. Е. Ворошилов (кв. № 12, корпус № 9) и Л. М. Каганович (кв. № 1, корпус № 20).

Кроме этих охраняемых лиц, в Кремле проживали 68 семей персональных пенсионеров и офицеров комендатуры, всего 239 человек. Несколько десятков человек были прописаны в обшежитиях. Этих людей обслуживал вольнонаёмный персонал гражданского отдела (электрики, сантехники, газовщики, связисты, дворники, истопники, повара, кровельщики, рабочие складов). С началом войны большинство мужчин из этого отдела ушли на фронт, а заменили их женщины и пенсионеры.
С первых дней октября 1941 года в столице, и в том числе в Кремле, начались перебои с подачей электричества, бытового газа и воды. В декабре был окончательно отключён газ в Кремле, горячей воды не стало, и все жители Кремля стали пользоваться общественными банями (преимущественно Центральными).

## Возвращение к мирной жизни
Весной 1942 года в Кремле начали первые восстановительные работы: восстановление фасадной части стены Арсенала и крыши корпуса, установка фанерных щитов в окнах кремлёвских зданий .
15 апреля 1942 года была разобрана маскировка мавзолея В. И. Ленина и восстановлен круглосуточный пост № 1.
В 1944 году крыши зданий Кремля приобрели свой привычный зелёный цвет, на кремлёвские церкви и соборы вернули кресты и сняли защитные чехлы с куполов либо смыли защитное покрытие. 1 мая 1945 года снова засияли кремлёвские звёзды.